# Peix emperador crioll
El peix emperador crioll (Lutjanus analis) és una espècie de peix de la família dels lutjànids i de l'ordre dels perciformes.
És present a l'oceà Atlàntic occidental: des de Massachusetts (Estats Units) i Bermuda fins al sud-est del Brasil, incloent-hi el Carib i el Golf de Mèxic. És molt abundant a les Antilles, les Bahames i el sud de Florida.
És un peix marí de clima tropical i associat als esculls de corall que viu fins als 25-95 m de fondària.
Els mascles poden assolir 94 cm de longitud total i 15,6 kg de pes.
Menja peixos, gambes, crancs, cefalòpodes i gastròpodes.
Es comercialitza principalment fresc o congelat, i com a peix d'aquari (recipient)|aquari al Brasil.